# Ivan Hotěk

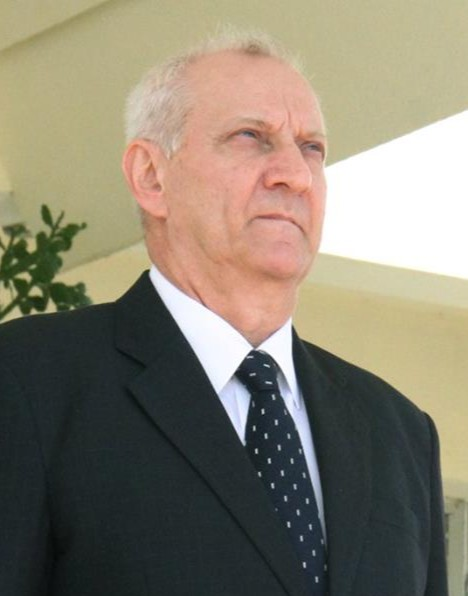
Ivan Hotěk (2016)

Ivan Hotěk (* 23. März 1955 in Karlsbad, Tschechoslowakei) ist ein tschechischer Diplomat.

## Werdegang
Hotěk absolvierte 1983 die Wirtschaftsuniversität Prag. Er führt einen Ingenieurstitel.
Von 1983 bis 1985 war Hotěk Haushaltsbeauftragter in der Finanzabteilung des tschechoslowakischen Außenministeriums, danach fünf Jahre Verwaltungsleiter der tschechoslowakischen Botschaft in Neu-Delhi (Indien). Ein Jahr arbeitete er wieder im tschechoslowakischen Außenministerium als Senior Budget Officer, bevor er 1991 Zweiter Sekretär der tschechoslowakischen Botschaft in Seoul (Südkorea) wurde. Von 1993 bis 1994 war Hotěk Berater des Direktors der Finanzabteilung im tschechischen Außenministerium. 1995 wurde er Charge d’Affaires an der tschechischen Botschaft in Malaysia und 2000 tschechischer Botschafter in Südkorea.
Von 2004 bis 2006 war Hotěk Generaldirektor der Logistikabteilung im Außenministerium, bevor er von 2007 bis 2011 tschechischer Botschafter in Bangkok, mit Akkreditierungen für Thailand, Kambodscha, Myanmar und Laos wurde. Im Rang eines Botschafters wurde Hotěk am 10. Januar 2011 zum Berater des Generaldirektors der Abteilung für wirtschaftliche Zusammenarbeit und Länderförderung im Außenministerium. Das Amt hatte er bis zum 31. Juli 2012 inne. Dem folgte bis Dezember 2013 der Posten des stellvertretenden Direktors und bis Februar 2014 des Direktors im Innenministerium. Vom 1. Mai bis 31. Dezember 2014 war Hotěk Generaldirektor der Informationsabteilung des Außenministeriums, bevor er im Januar 2015 stellvertretender Juniorminister in der Abteilung Haushalt, Logistik und Dienstleistungen und im April 2015 der Abteilung Informationstechnologien im Außenministerium wurde.
Von Oktober 2015 bis 2021 war Hotěk tschechischer Botschafter in Jakarta mit Akkreditierungen für Indonesien, Brunei, Osttimor und Singapur sowie bei den ASEAN.

## Sonstiges
Hotěk spricht neben Tschechisch Englisch, Russisch und Deutsch. Er ist verheiratet und hat zwei Kinder.